# Koloman Juhász
Koloman Juhász (auch Kálmán Jung-Juhász, * 25. August 1892 in Alibunar, Königreich Ungarn, Österreich-Ungarn; † 29. September 1966 in Szeged, Ungarn) war Theologe, Hochschulprofessor, Domherr und Kirchenhistoriker.

## Leben und Wirken
Koloman Juhász wurde in Alibunar (heute Serbien) geboren. Kurz nach seiner Geburt übersiedelten seine Eltern nach Großsanktnikolaus (heute Rumänien). Der Vater, der Stuhlrichter war, hatte seinen Namen bereits aus Jung in Juhász madjarisiert.
Juhász besuchte das Piaristengymnasium in Temesvár, wo er 1910 das Abitur ablegte. Es folgte das Theologiestudium (1910–1915) im Wiener Pazmaneum. Hier empfing er die Priesterweihe am 8. März 1915. Drei Tage später erfolgte die Promotion zum Dr. theol. 1916 erhielt er die Mitgliedschaft im Augustineum und im Institut für Österreichische Geschichtsforschung. 1916 zog er an die Front und diente als Feldkurat in Galizien. 1919 erfolgte die Promotion zum Dr. phil. in Wien.
Von 1918 bis 1923 war Juhász in Timișoara bischöflicher Zeremoniär und Konsistorialnotär. Anschließend war er als Seelsorger in Sânnicolau Mare (1923–1936) und in Kübekháza (1936–1953) tätig. Von 1953 bis 1965 war Juhász als Professor für Kirchengeschichte an der Theologiefakultät in Szeged tätig und ab 1954 als Domherr im Bistum Szeged-Csanád, später päpstlicher Kämmerer.
Juhász starb 1966 in Szeged und wurde am 3. Oktober in der Krypta des Dom zu Timișoara beigesetzt.

## Veröffentlichungen (Auswahl)
- Die Seelsorge in der Csanader Dioezese während der Türkenzeit (1526–1730), Wien 1914
- Die Stifte der Csanader Diözese im Mittelalter. Ein Beitrag zur Frühgeschichte und Kulturgeschichte des Banats, Münster 1927
- Der erste Franziskanerbischof in Südosteuropa, Paderborn 1919
- Kulturanfänge im Banat, Timișoara 1930
- Die früheren wissenschaftlichen Bestrebungen im Bant, Timișoara 1930
- Das Tschanad-Temesvarer Bistum im Mittelalter. 1030–1307, Münster 1930
- Gerhard, der Heilige Bischof von Maroschburg (1030–1046), München 1930
- Kreuz und Halbmond im Banat, Paderborn 1933
- Das Bistum Timișoara-Temesvar. Vergangenheit und Gegenwart, Timișoara 1934
- Ladislaus Köszeghy, Ex-Jeseuit, Bischof von Csanad (1745–1828), Rom 1958
- Der Raaber Bischofs-Probst Graf Ladislaus Nadasdy, † 1729, Eisenstadt 1959
- Nikolaus Stanislavich. OFM, Bischof von Csanad † 1750, Florenz 1959
- Jesuiten im Banat (1718–1773). Ein Beitrag zur Kulturgeschichte des Temesvarer Banats, Wien 1959
- Die Franziskaner im Banat (1716–1806), München 1961
- Klöster in der Diözese Tschanad-Temesvar im Mittelalter (1030–1552), Köln-Detroit-Wien 1962
- Das Bistum Belgrad und Tschanad unter Bischof Franz Anton Graf Engel von Wagrain (1702–1777), Passau 1962
- Emmerich Christovich und sein Banater Bistum, Königstein im Taunus 1963